# Melomys
Melomys é um género de roedor da família Muridae. Os membros deste gênero vivem nos habitats úmidos do norte da Austrália (Extremo Norte de Queensland), Nova Guiné, Ilhas do Estreito de Torres e ilhas do arquipélago indonésio.

## Espécies
- Melomys aerosus (Thomas, 1920)
- Melomys arcium (Thomas, 1913)
- Melomys bannisteri Kitchener & Maryanto, 1993
- Melomys bougainville Troughton, 1936
- Melomys burtoni (Ramsay, 1887)
- Melomys capensis Tate, 1951
- Melomys caurinus (Thomas, 1921)
- Melomys cervinipes (Gould, 1852)
- Melomys cooperae Kitchener, 1995
- Melomys dollmani Rümmler, 1935
- Melomys fraterculus (Thomas, 1920)
- Melomys frigicola Tate, 1951
- Melomys fulgens (Thomas, 1920)
- Melomys howi Kitchener, 1996
- Melomys leucogaster (Jentink, 1908)
- Melomys lutillus (Thomas, 1913)
- Melomys matambuai Flannery, Colgan & Trimble, 1994
- Melomys obiensis (Thomas, 1911)
- Melomys paveli Helgen, 2003
- †Melomys rubicola Thomas, 1924 – considerado o único mamífero endêmico da Grande Barreira de Coral e representa a primeira extinção documentada de mamíferos (2016, confirmada em 2019) devido às mudanças climáticas
- Melomys rufescens (Alston, 1877)
- Melomys spechti Flannery & Wickler, 1990
- Melomys talaudium (Thomas, 1921)